# Il bacio di una morta (film 1949)
Il bacio di una morta è un film del 1949 diretto da Guido Brignone, tratto dall'omonimo romanzo di Carolina Invernizio.

## Trama
1848. Clara Dominici, ricca ragazza milanese, è obbligata dal padre Rodrigo a rinunciare all'amore per Enrico Maffei, un fervente carbonaro, e sposare un conte filo-austriaco, Guido Severi. Costui spinto dalla sua amante, Nora, la avvelena. Enrico ritorna a Milano, va a dare l'ultimo saluto all'amata, scopre che è soltanto in catalessi, nel frattempo in città scoppia la rivolta contro gli austriaci che sarà ricordata come le Cinque Giornate di Milano.

## Produzione
Il film venne girato negli stabilimenti di Cinecittà ed è ascrivibile al filone dei melodrammi sentimentali, comunemente detto strappalacrime, allora molto amato dal pubblico italiano (poi ribattezzato dalla critica con il termine neorealismo d'appendice).

## Distribuzione
Fu distribuito nel circuito cinematografico italiano nell'autunno del 1949.
Venne poi distribuito anche negli Stati Uniti, dal 5 ottobre del 1951.